# Perkutane Ethanol-Injektionstherapie (Schilddrüse)
Die perkutane Ethanol-Injektionstherapie ist eine Methode zur Verödung (Sklerotherapie) heißer Schilddrüsenknoten (Autonome Adenome) mittels Alkohol (Ethanol).
Das Verfahren stellt eine Alternative zur Strumaresektion und zur Radiojodtherapie dar. Ein Vorteil liegt in der Möglichkeit der ambulanten Durchführung.

## Indikation und Voraussetzung
Die Therapie mit perkutanen Injektionen von Ethanol kann bei heißen Schilddrüsenknoten angezeigt (indiziert) sein, wenn weder die Operation der Schilddrüse (Strumaresektion), noch die Behandlung mit radioaktivem 131Jod möglich oder erwünscht sind. Dies gilt zum Beispiel bei erhöhtem Operationsrisiko, Multimorbidität, hohem Alter, dialysepflichtige Patienten und anderen Kontraindikationen gegen die anderen Verfahren, insbesondere, wenn Nebenwirkungen einer Therapie mit Thyreostatika vorliegen.
Voraussetzung ist, dass sich der Knoten in der Sonografie der Schilddrüse eindeutig abgrenzen lässt. Ein ausreichender Abstand zu empfindlichen Nachbarstrukturen (Arteria carotis, Vena jugularis, Nervus recurrens) und ein Volumen des Knotens von unter 30 ml werden gefordert.

## Durchführung
Sonografie-gesteuert wird der zu behandelnde Knoten punktiert, es erfolgt die Injektion von wenigen Millilitern reinen Alkohols. Das Ethanol bewirkt einen Flüssigkeitsentzug der Zellen und eine Denaturierung von Eiweiß. Im Verlauf entsteht eine Koagulationsnekrose. 
Üblicherweise erfolgen mindestens vier bis sechs Gaben im Verlauf von ein oder zwei Wochen. 

## Erfolge und Nebenwirkungen
Die besten Erfolge bezüglich Verkleinerung der heißen Schilddrüsenknoten und Rezidiv-Freiheit zeigen sich bei denjenigen Patienten, die nur kleine Knoten hatten (unter 15 ml) und nur eine geringe Neigung zur Schilddrüsenüberfunktion hatten, günstigstenfalls nur eine subklinische Hyperthyreose. Ein schlechtes Ansprechen fand sich bei Patienten mit multifokaler Autonomie oder Struma multinodosa.
Beim erfahrenen Behandler treten kaum Nebenwirkungen auf. Ein vorübergehendes Druckgefühl, ausstrahlende Schmerzen und eine vorübergehende Reizung des Nervus laryngeus werden berichtet.